# Ofterschwanger Horn
Das Ofterschwanger Horn ist ein 1406 m ü. NHN hoher Nebengipfel des Weiherkopfs in der Hörnergruppe der Allgäuer Alpen. Es erhebt sich über der Gemeinde Ofterschwang als nördlichster Gipfel der Hörnergruppe.
Wenige Meter unterhalb des Gipfels befindet sich ein nach Osten gerichteter Ausläufer auf 1396 m Höhe. Dieser Kopf ist grasbewachsen und weitgehend baumfrei. Dort befindet sich ein stattliches Holzkreuz und eine großzügige Anlage aus Holzbänken für Wanderer.
Die Weltcup-Express Vierer-Sesselbahn, die am Ortsrand von Ofterschwang beginnt, führt zu den Wanderwegen rund um das Ofterschwanger Horn. Der Gipfel selbst liegt 400 Meter südlich der Seilbahn-Bergstation und bietet Ausblicke auf die Allgäuer Bergketten: gegenüber erhebt sich die Daumengruppe, südlich im Talschluss der Illerzuflüsse Trettach und Stillach erheben sich Trettachspitze und Mädelegabel.

## Sportmöglichkeiten im Sommer
Ein weit verzweigtes Netz aus Berg- und Wanderwegen ermöglicht sowohl anspruchsvolle Bergtouren als auch gemütliche Spaziergänge auf sehr gut befestigten Wegen.
Mountainbiker haben die vielfältigen Routen rund um das Ofterschwanger Horn für sich entdeckt. Auch die Möglichkeit, mit einem bergtauglichen Tretroller auf einer dafür präparierten Route zu Tal zu fahren, wird von einem Unternehmen angeboten.
Das Ofterschwanger Horn wird sehr gerne auch als Startplatz für Gleitschirmfliegen genutzt.

## Wintersport
Skifahrer finden weitere Aufstiegshilfen im Gipfelbereich; Ofterschwang ist dank seines Hausbergs ein Skiweltcup-Ort. Am Ofterschwanger Horn garantiert die mit 5.000 Metern längste Beschneiungsanlage Deutschlands eine sorgfältig gestaltete Pistenlandschaft für Abfahrtsskifahren vom Gipfel bis zum Tal. Fünfzehn Kilometer Skipiste sind meist von Ende Advent bis Ostern präpariert.
Tourenskifahrer starten gerne zur Hörnerüberschreitung, die am Riedberger Horn endet. Wanderungen mit Schneeschuhen erschließen die stilleren Regionen rund um den Gipfel. Auch Winterwanderwege sind in der Regel gespurt.

## Hütten
Eine Vielzahl von privat bewirtschafteten Hütten flankieren das Ofterschwanger Horn, z. B. die Weltcup-Hütte (seit 2001), die Hochbichelalp, die Leitenbachhütte, die Wurzelhütte und die Fahnengehrenhütte sowie das Ofterschwanger Haus nahe der Talstation.